# Puntate di The Pacific
Le dieci puntate della miniserie televisiva The Pacific sono andate in onda in prima visione negli Stati Uniti sul canale televisivo HBO dal 14 marzo al 16 maggio 2010. In Italia, le puntate sono state trasmesse in prima visione da Sky Cinema 1 dal 9 maggio al 6 giugno 2010; successivamente, le puntate sono state trasmesse in chiaro da Rete 4 dal 4 gennaio al 2 febbraio 2012.
| nº | Titolo originale | Titolo italiano          | Prima TV USA   | Prima TV Italia |
| -- | ---------------- | ------------------------ | -------------- | --------------- |
| 1  | Part One         | Guadalcanal/Leckie       | 14 marzo 2010  | 9 maggio 2010   |
| 2  | Part Two         | Basilone                 | 21 marzo 2010  | 9 maggio 2010   |
| 3  | Part Three       | Melbourne                | 28 marzo 2010  | 16 maggio 2010  |
| 4  | Part Four        | Gloucester/Pavuvu/Banika | 4 aprile 2010  | 16 maggio 2010  |
| 5  | Part Five        | Peleliu Landing          | 11 aprile 2010 | 23 maggio 2010  |
| 6  | Part Six         | Peleliu Airfield         | 18 aprile 2010 | 23 maggio 2010  |
| 7  | Part Seven       | Peleliu Hills            | 25 aprile 2010 | 30 maggio 2010  |
| 8  | Part Eight       | Iwo Jima                 | 2 maggio 2010  | 30 maggio 2010  |
| 9  | Part Nine        | Okinawa                  | 9 maggio 2010  | 6 giugno 2010   |
| 10 | Part Ten         | Home                     | 16 maggio 2010 | 6 giugno 2010   |

## Guadalcanal/Leckie
- Titolo originale: Part One
- Diretta da: Tim Van Patten
- Scritta da: Bruce C. McKenna

### Trama
Dicembre 1941 - settembre 1942. All'indomani dell'attacco giapponese a Pearl Harbor, Robert Leckie annuncia alla sua vicina di casa Vera Keller che si è arruolato nei Marines degli Stati Uniti e impulsivamente le suggerisce che potrebbe scriverle mentre sarà oltremare. Il sergente John Basilone e i suoi commilitoni JP Morgan e Manny Rodriguez ascoltano il loro comandante, il tenente colonnello Chesty Puller, mentre spiega che verranno inviati nel teatro delle operazioni del Pacifico, dove saranno chiamati a lottare per "minuscole macchie di tappeto erboso di cui non si è mai sentito parlare". Nel frattempo l'adolescente dell'Alabama Eugene Sledge è distrutto quando il dottor Sledge, suo padre e medico, gli conferma che ha ancora un soffio al cuore e che ciò gli impedirà di arruolarsi nei Marines come il suo migliore amico Sid Phillips. Alcuni mesi più tardi Phillips è assegnato alla stessa compagnia di Leckie. Insieme ai loro compagni Runner, Chuckler, Hoosier e Gibson partecipano allo sbarco su di un'isola lontana chiamata Guadalcanal.
Il 7 agosto 1942, dopo uno sbarco senza resistenza, gli uomini penetrano nella giungla e si sentono storditi e adirati quando si imbattono nei corpi mutilati di altri marines. Più tardi Leckie e i suoi uomini osservano dalla cima di una collina un altro reggimento mentre prende possesso del campo di aviazione, obiettivo dell'invasione e conosciuto come "Henderson Field". La marina americano-australiana subisce però una grave sconfitta al largo dell'isola di Savo e si ritira verso il mare aperto, lasciando Leckie e gli altri a difendere l'aeroporto, isolati e quasi senza rifornimenti. Il 21 agosto i marines respingono un furioso attacco notturno giapponese, ma è solo l'inizio, e appare chiaro il tributo emotivo e psicologico pagato dagli uomini dopo la loro prima esperienza di combattimento. Al termine della lotta, conosciuta come battaglia del Tenaru, la carneficina che ricopre la spiaggia costringe Leckie a riflettere sulla natura stessa della guerra. Egli inizia a scrivere la prima delle molte lettere che spedirà a Vera. Dopo un mese di crescenti privazioni a Guadalcanal, Leckie e i suoi uomini vengono affiancati dal 7º Reggimento Marines di Chesty Puller, nel quale si trova John Basilone.

## Basilone
- Titolo originale: Part Two
- Diretta da: David Nutter
- Scritta da: Bruce C. McKenna

### Trama
Ottobre - dicembre 1942. Basilone, Morgan, Rodriguez e i loro uomini continuano a pattugliare le giungle di Guadalcanal, ingaggiando mortali combattimenti con il nemico. Per tutto il tempo Basilone dimostra di possedere una carismatica leadership, che lo rende caro ai suoi uomini. L'arrivo di un reggimento dell'esercito dà a Leckie, Basilone e ai loro compagni l'opportunità insperata di rubacchiare qualche provvista. Poco dopo vi è un grande bombardamento navale giapponese e la 1ª Divisione dei Marines subisce pesanti perdite. Il colonnello Puller mette in guardia i suoi uomini sul fatto che i giapponesi stanno organizzando un'offensiva notturna per riconquistare il campo di aviazione e il 7º Reggimento Marines sarà probabilmente proprio sul loro cammino.
Migliaia di giapponesi tentano infatti di sfondare la linea americana, ma il loro sforzo non riesce. Basilone manifesta un coraggio straordinario durante la battaglia, rischiando la vita per rifornire di munizioni i suoi commilitoni mitraglieri e fermando il nemico quasi da solo, malgrado le gravi ustioni riportate durante lo spostamento della sua mitragliatrice Browning M1917 rovente. Con l'alba la carneficina viene rivelata, ma la vittoria conquistata a caro prezzo ha per Basilone un costo doloroso quando scopre il cadavere di Rodriguez. Il colonnello Puller annuncia a Basilone che lo raccomanderà per una medaglia per il suo coraggio.
Nel frattempo, in Alabama, Sledge entusiasticamente ottiene dal padre il permesso di arruolarsi nei Marines. Suo padre, che si occupava dei soldati feriti durante la prima guerra mondiale, se ne duole, perché sa quello che il figlio sta per subire. Quando i marines, alla vigilia di Natale, vengono finalmente evacuati da Guadalcanal, Leckie e i suoi commilitoni rimangono frastornati nello scoprire che l'intero paese ha seguito la loro campagna su quell'isola remota e che loro sono diventati eroi.

## Melbourne
- Titolo originale: Part Three
- Diretta da: Jeremy Podeswa
- Scritta da: George Pelecanos & Michelle Ashford

### Trama
Gennaio - dicembre 1943. Inviati a Melbourne, in Australia, per un periodo di riposo, i marines vengono accolti come eroi. Durante la permanenza in terra australiana bevono molto, provocano numerose risse con i giovani locali e seducono le ragazze del posto, ma risulta comunque difficile per loro scacciare il pensiero della morte incombente e tutti gli orrori vissuti al fronte. Intanto Basilone riceve dal presidente Franklin Roosevelt la Medaglia d'Onore e viene rimpatriato per vendere i cosiddetti "buoni di guerra". Contemporaneamente Leckie si innamora di Stella, una ragazza australiana di origini greche, che lo invita a vivere a casa dei suoi genitori. Il giovane viene però presto rimandato a combattere, sull'isola di Nuova Britannia.

## Gloucester/Pavuvu/Banika
- Titolo originale: Part Four
- Diretta da: Graham Yost
- Scritta da: Robert Schenkkan & Graham Yost

### Trama
Dicembre 1943 - giugno 1944. Robert Leckie, assegnato nel reparto spionaggio del battaglione come ricognitore, sbarca a Capo Gloucester, in Nuova Britannia. Quando i giapponesi sembrano aver abbandonato l'isola, il reparto è comunque costretto a resistere ai pesanti diluvi tropicali che portano all'estremo le condizioni fisiche e mentali degli uomini. Nel 1944 Leckie, tornato a far parte della Compagnia How del 1º Marines, sbarca sull'isola di Pavuvu. Malato di enuresi notturna a causa dello stress da combattimento, viene mandato in un ospedale psichiatrico per riprendersi sia fisicamente che psicologicamente. Contemporaneamente Sledge viene arruolato nei Marines e viene addestrato al combattimento a Camp Elliott.

## Peleliu Landing
- Titolo originale: Part Five
- Diretta da: Carl Franklin
- Scritta da: Laurence Andries & Bruce C. McKenna

### Trama
Giugno - settembre 1944. Tornato negli Stati Uniti, John Basilone si gode la fama raggiunta. Eugene Sledge, assegnato alla Compagnia King della 5ª Divisione dei Marines, sbarca sulle isole Russell, dove si ricongiunge con l'amico d'infanzia Sidney Phillips. Un apparentemente rimesso Leckie torna insieme ai suoi vecchi commilitoni. Mentre Sid viene rimandato a casa, Sledge fa la conoscenza di Leckie, informandolo che il 6 giugno le truppe americane sono sbarcate anche in Europa. Il 15 settembre 1944 i marines approdano sull'isola di Peleliu e, durante lo sbarco, devono fronteggiare la strenua difesa giapponese. Hoosier viene ferito gravemente, mentre Leckie mostra nuovamente segni di sfinimento.

## Peleliu Airfield
- Titolo originale: Part Six
- Diretta da: Tony To
- Scritta da: Bruce C. McKenna, Laurence Andries & Robert Schenkkan

### Trama
Settembre 1944. A Mobile, in Alabama, Sid Phillips fa visita alla famiglia Sledge, portando notizie del figlio Eugene. Nel frattempo, sull'isola di Peleliu, i marines combattono aspramente sfiniti dalla sete, dalla mancanza di rifornimenti e dalla strenua resistenza posta dai giapponesi. La conquista di un campo di aviazione, per Sledge, Leckie e i loro commilitoni, si rivelerà ardua e sanguinosa, sotto il tiro diretto di granate da mortaio e mitragliatrici. Sledge conquista la fiducia di Snafu, portandolo in salvo quando quest'ultimo rimane accidentalmente indietro. Leckie invece, nel tentativo di contattare un infermiere per curare Bud "Runner" Conley e di trovare una radio per mettersi in contatto con la base, viene ferito dallo scoppio di un proiettile di mortaio e per essere curato viene trasportato su una nave ospedale, dove incontra Conley, ricoverato a sua volta per una grave ferita a un braccio.

## Peleliu Hills
- Titolo originale: Part Seven
- Diretta da: Tim Van Patten
- Scritta da: Bruce C. McKenna

### Trama
Ottobre 1944. Sledge è sempre più provato dai combattimenti, sia fisicamente che psicologicamente. A Pelielu i marines, mentre conquistano le fortificazioni nemiche della Collina 140 e di Bloody Nose Ridge, subiscono pesantissime perdite, tra cui quelle del tenente Edward "Hillbilly" Jones e del capitano Andrew Haldane, quest'ultimo colpito da un cecchino nipponico. Con un terzo della divisione ferito, morto o disperso, i marines vengono rimpiazzati dall'esercito tre giorni dopo e trasportati a Pavuvu per riposarsi e riorganizzarsi.

## Iwo Jima
- Titolo originale: Part Eight
- Diretta da: David Nutter & Jeremy Podeswa
- Scritta da: Robert Schenkkan & Michelle Ashford

### Trama
Novembre 1944 - febbraio 1945. L'isola di Pelielu è stata conquistata dagli americani, con non poche perdite. John Basilone, stanco di stare dietro una scrivania, si fa assegnare a Camp Pendleton, in California, come addestratore di reclute nella nuova 5ª Divisione dei Marines. Qui incontra la cuoca e sergente Lena Mae Riggi e se ne innamora. Dopo una iniziale ostilità da parte della ragazza, i due si sposano pochi mesi prima che lui parta per Iwo Jima. Proprio durante lo sbarco, avvenuto il 19 febbraio del 1945 (D-Day), John viene però ucciso dal fuoco di una mitragliatrice giapponese.

## Okinawa
- Titolo originale: Part Nine
- Diretta da: Tim Van Patten
- Scritta da: Bruce C. McKenna

### Trama
Aprile - agosto 1945. La 1ª Divisione, sempre più vicina a sconfiggere il nemico, è sbarcata ad Okinawa il 1º aprile 1945. La pioggia e il caldo si dimostrano ancora una volta grandi nemici e le condizioni fisiche dei marines riflettono il loro stato mentale, oramai dilaniato: lo stress è costante, non arrivano risultati concreti e si continua a combattere contro un nemico che non vuole arrendersi. Sledge, ormai provato dalla guerra, si dimostra più cinico che mai e non prova alcuna compassione per i giapponesi. Per la prima volta durante la guerra i marines hanno a che fare con la presenza di civili giapponesi, ai quali si cerca di offrire un passaggio sicuro attraverso il fronte di combattimento e verso le linee statunitensi. Il fine è quello di portarli verso luoghi più sicuri nella parte settentrionale dell'isola, ma ciò non sempre avviene, con risvolti tragici per i civili. Ai primi di agosto voci di una potente bomba caduta sul Giappone si diffondono tra gli uomini.

## Home
- Titolo originale: Part Ten
- Diretta da: Jeremy Podeswa
- Scritta da: Bruce C. McKenna & Robert Schenkkan

### Trama
Immediato dopoguerra. Sledge e Leckie ritornano a casa dopo l'armistizio giapponese. La guerra è finita e gli uomini si chiedono che cosa il futuro può tenere in serbo per loro. Robert Leckie torna a casa dalla sua famiglia e riottiene il suo vecchio lavoro: il suo scopo principale è di intraprendere una relazione con Vera, la sua compagna di lettere (che, in realtà, non spedì mai, poiché convinto che non sarebbe ritornato a casa vivo) che vive dall'altra parte della strada. Eugene Sledge torna a casa circa sei mesi dopo il giorno della resa del Giappone ed è accolto dal suo vecchio amico, Sid Phillips, in procinto di sposarsi. Eugene ha però seri problemi a reintegrarsi nella vita civile e non comprende perché alcuni uomini come lui sono sopravvissuti senza alcun danno fisico, quando tanti altri sono morti. Lena, la vedova di Basilone, fa visita ai genitori del suo defunto marito per portare loro la Medaglia d'Onore del Congresso di John.